# Distrito electoral de Willow Grove (Nebraska)
Willow Grove (en inglés: Willow Grove Precinct) es un distrito electoral ubicado en el condado de Red Willow en el estado estadounidense de Nebraska. En el Censo de 2010 tenía una población de 598 habitantes y una densidad poblacional de 7,13 personas por km².

## Geografía
Willow Grove se encuentra ubicado en las coordenadas 40°13′40″N 100°35′23″O / 40.22778, -100.58972. Según la Oficina del Censo de los Estados Unidos, Willow Grove tiene una superficie total de 83.84 km², de la cual 83.82 km² corresponden a tierra firme y (0.02%) 0.02 km² es agua.

## Demografía
Según el censo de 2010, había 598 personas residiendo en Willow Grove. La densidad de población era de 7,13 hab./km². De los 598 habitantes, Willow Grove estaba compuesto por el 87.96% blancos, el 6.86% eran afroamericanos, el 1.34% eran amerindios, el 0.17% eran asiáticos, el 0% eran isleños del Pacífico, el 2.68% eran de otras razas y el 1% pertenecían a dos o más razas. Del total de la población el 4.52% eran hispanos o latinos de cualquier raza.